# Тиберий Семпроний Лонг (консул 194 пр.н.е.)
Вижте пояснителната страница за други личности с името Тиберий Семпроний Лонг.
Тиберий Семпроний Лонг (на латински: Tiberius Sempronius Longus) e политик на Римската република.
Той е син на Тиберий Семпроний Лонг (консул 218 пр.н.е.).
Още много млад, Семпроний е от 210 пр.н.е. авгур и квиндецимвир (Quindecimviri). През 200 пр.н.е. става народен трибун, 198 пр.н.е. едил, 196 пр.н.е. претор и 195 пр.н.е. пропретор в провинция Сардиния.
През 194 пр.н.е. Семпроний е избран за консул заедно с Публий Корнелий Сципион Африкански. Той основава колонии в Кампания и Лукания. В Северна Италия се бие против боите. Следващата година е легат на консула Луций Корнелий Мерула и води успешни битки при Мутина с боите. Вероятно през 191 пр.н.е. участва като легат на консул Маний Ацилий Глабрион в боевете против Антиох III в Гърция. Семпроний кандидатства през 184 пр.н.е. за цензор, но губи в изборите. Цензор става по-възрастният Катон.
Той умира през 174 пр.н.е. от чума.